# 李忠军 (1972年)
李忠军（1972年6月—），男，中共党员，曾长期在电力系统工作，中国东方电气集团有限公司副总经理。现任江苏省人民政府副省长、省政府党组成员。